# 趙南進
趙 南進（チョ・ナムジン、朝鮮語: 조남진）は、朝鮮民主主義人民共和国の軍人、政治家。朝鮮労働党中央委員会委員、朝鮮人民軍総政治局組織副局長などを歴任。朝鮮人民軍における軍事称号（階級）は上将。

## 経歴
出生地や生年月日は不明。2015年に中将に昇進し、6月に朝鮮人民軍総政治局組織副局長に就任した。2016年5月9日に開催された朝鮮労働党第7次大会で朝鮮労働党中央委員会委員に選出された。2017年に上将に昇進した。同年10月から総政治局が朝鮮労働党組織指導部から検閲を受けた際に、組織副局長を解任され、革命化教育をうけていると大韓民国国家情報院によって明らかになった。同年4月23日に開催された朝鮮労働党中央委員会第7期3回に出席している姿が確認されたが、少将に2階級降格されていた。
2021年1月5日から開催された朝鮮労働党第8次大会で朝鮮労働党中央委員会委員から脱落した。

## 参考サイト
북한정보포털
| 先代朴永植 | 朝鮮人民軍総政治局組織副局長2015年 - 2018年 | 次代孫哲珠 |